# Guerras Ridda
Las guerras Ridda (en árabe: حروب الردة), también conocidas como las guerras de apostasía, fueron una serie de campañas militares contra la rebelión de algunas tribus árabes contra el califa Abu Bakr en 632 y 633 d. C., una vez que el profeta Mahoma había muerto. Muchos rebeldes siguieron a Musaylima, Tulayha, Sajah y Aswad Ansi, todos los cuales se proclamaron profetas. Algunos rebeldes clamaban que se habían sometido a Mahoma como profeta de Dios, pero que no debían pleitesía a Abu Bakr. En cualquier caso, las tribus rebeldes fueron derrotadas y obligadas a volver al control del califato. Una reconstrucción detallada de los acontecimientos de estas guerras es difícil debido a que los relatos que se encuentran en las fuentes primarias son frecuentemente contradictorios y tendenciosos.

## Los Profetas Aspirantes de Arabia
Mientras que la fama de Mahoma se extendía por toda Arabia, muchos otros miraban con recelo el poder y la riqueza que iba acumulando. A algunos les empezó a parecer que si Mahoma, sin ninguna acreditación, podía proclamarse profeta, entonces no veían razón por la que ellos no pudieran hacer lo propio también. Así pues, comenzaron a proclamarse nuevos profetas por todas las partes de Arabia. La historia ha registrado los nombres de al menos cuatro de estos profetas autoproclamados: Aswad Ansi en Yemen, Musailimah en Yamama, Tulayha en Bukaza y una profetisa conocida como Sajah.
El Profeta Musailimah deslumbró multitudes en el este de Arabia, según las fuentes árabes por medio de una serie de trucos mágicos, y ya tenía un gran número de seguidores para el tiempo en que tuvo lugar la Hégira (622 d. C.). En el año 630 d. C., Musailimah le escribió una carta a Mahoma, que comenzaba: "De Musailimah, el Mensajero de Alá, para Mahoma, el Mensajero de Alá." En la carta Musailimah le sugirió que los dos profetas se compartieran el territorio de Arabia entre ellos. Sin embargo, Mahoma no estaba interesado en la propuesta, envió una carta de rechazo a Musailimah que comenzaba "De Mahoma, el mensajero de Alá, para Musailimah, el gran mentiroso".

## Preludio
Alrededor de mediados de mayo de 632 d. C., Mahoma, ya enfermo, dio órdenes de que se preparara una gran expedición contra el Imperio Bizantino con el propósito de vengar la derrota en la batalla de Mu'tah. En ella debían participar 3.000 musulmanes. El joven Usama ibn Zaid, hijo de Zayd ibn Harithah, compañero del Profeta muerto en la batalla de Mu'tah, fue nombrado comandante de este ejército para que pudiera vengar la muerte de su padre. Sin embargo, Mahoma murió en junio de 632 y Abu Bakr fue elegido califa en una elección en la Saqifah (patio) del clan Banu Sa'ida en Medina, que fue motivo de gran discordia. El primer día de su califato, Abu Bakr ordenó al ejército de Usama que se preparara para marchar. Abu Bakr estaba sometido a una gran presión con respecto a esta expedición debido al aumento de la rebelión y la apostasía en toda Arabia, pero estaba decidido. Antes de su marcha, Usama envió a Umar a Abu Bakr y se dice que le dijo:

Ve al Califa, pídele que permita que el ejército permanezca en Medina. Todos los líderes de la comunidad están conmigo. Si nos vamos, no quedará ninguno para impedir que los infieles hagan pedazos Medina.

Sin embargo, Abu Bakr se negó. Le movió a tomar esta decisión, al menos en parte, su deseo de llevar a su culminación el plan militar aún no cumplido de Mahoma.
El 26 de junio de 632, el ejército de Usama levantó campamento y se marchó. Tras abandonar Medina, Usama marchó a Tabuk. La mayoría de las tribus de esta región se le opusieron ferozmente, pero las derrotó. Usama hizo incursiones por toda la región del norte de Arabia, empezando por el territorio de los Quza'a, y luego se dirigió a Dawmatu l-Jandal (la actual Al Yauf, Arabia Saudita).
Como resultado directo de sus operaciones, varias tribus rebeldes volvieron a someterse al dominio de Medina y proclamaron que volvían a aceptar el islam. Los quza'a siguieron en rebeldía y sin arrepentirse, pero 'Amr ibn al-'As los atacó más tarde y los obligó a rendirse de nuevo.
A continuación, Usama marchó a Mu'tah, atacó a los árabes cristianos de las tribus de Banu Kalb y a los gasánidas en una pequeña batalla. Luego regresó a Medina, llevando consigo un gran número de cautivos y una cantidad considerable de riquezas, parte de las cuales eran botines de guerra y parte impuestos de las tribus reconquistadas. El ejército islámico permaneció fuera de Medina durante 40 días.

### Defensa de Medina
Las concentraciones de rebeldes más cercanas a Medina se encontraban localizadas en dos zonas: Abraq, a 116 km al noreste, y Dhu Qissa, a 39 km al este. Estas concentraciones estaban formadas por las tribus de los Banu Ghatafan, los Hawazin y los Tayy. Abu Bakr envió representantes a todas las tribus enemigas, pidiéndoles que permanecieran leales al islam y siguieran pagando su azaque.
Una o dos semanas después de la salida del ejército de Usama, las tribus rebeldes rodearon Medina, sabiendo que había pocas tropas en la ciudad. Mientras tanto, Tulayha, un autoproclamado profeta, había llevado refuerzos a los rebeldes en Dhu Qissa. En la tercera semana de julio de 632, el ejército apóstata se trasladó de Dhu Qissa a Dhu Hussa, desde donde se preparó para lanzar un ataque contra Medina.
Abu Bakr recibió inteligencia sobre los movimientos rebeldes e inmediatamente se preparó para la defensa de Medina. Como el ejército de Usama estaba ausente, Abu Bakr reunió como pudo un ejército compuesto principalmente de hombres del clan de Mahoma, los Banu Háshim. El ejército contaba con partidarios incondicionales como Ali ibn Abi Talib, Talha ibn Ubaidullah y Zubair ibn al-Awam, que más tarde (en la década de 640) conquistaría Egipto. Cada uno de ellos fue nombrado comandante de un tercio del recién organizado ejército. Antes de que los apóstatas pudieran hacer nada, Abu Bakr lanzó su ejército contra sus puestos de avanzada y los hizo retroceder hasta Dhu Hussa.
Al día siguiente, Abu Bakr marchó desde Medina con el ejército principal y se dirigió hacia Dhu Hussa. Como todos los camellos de montar estaban con el ejército de Usama, sólo logró reunir camellos de carga inferiores como monturas. Estos camellos de carga, al no estar entrenados para la batalla, se desbocaron cuando Hibal, el comandante apóstata de Zhu Hussa, realizó un ataque sorpresa desde las colinas; como resultado, los musulmanes se retiraron a Medina, y los apóstatas recuperaron los puestos de avanzada que habían perdido unos días antes. En Medina, Abu Bakr reorganizó el ejército para la batalla y atacó a los apóstatas durante la noche, tomándolos por sorpresa. Los apóstatas retrocedieron de Dhu Hussa a Dhu Qissa. A la mañana siguiente, Abu Bakr dirigió sus tropas a Dhu Qissa y derrotó a las tribus rebeldes, capturando Dhu Qissa el 1 de agosto de 632.
Las tribus apóstatas derrotadas se retiraron a Abraq, donde se reunieron más miembros de los clanes de los Ghatfan, los Hawazin y los Tayy. Abu Bakr dejó una fuerza residual bajo el mando de An-Numan ibn Muqarrin en Dhu Qissa y regresó con su ejército principal a Medina.
El 4 de agosto de 632, el ejército de Usama regresó a Medina. Abu Bakr le ordenó a Usama que descansara y reabasteciera allí a sus hombres para futuras operaciones. Mientras tanto, en la segunda semana de agosto de 632, Abu Bakr trasladó su ejército a Zhu Qissa. Fusionando las tropas restantes de An-Numan ibn Muqarrin con las suyas, Abu Bakr se dirigió entonces a Abraq, donde se habían reunido los rebeldes en retirada, y los derrotó. Los rebeldes restantes se retiraron a Buzakha, donde Tulayha se había trasladado con su ejército desde Samira.

## Las Guerras Ridda
Mahoma murió en el año 632 d. C.. Nada más conocerse su muerte, muchas de las tribus árabes comenzaron a revocar su conversión al islam, y las que no se habían convertido se negaron a pagar impuestos a las autoridades musulmanas. Tanto Musailimah como los demás autoproclamados profetas que surgieron en ese momento se levantaron en rebelión contra los musulmanes. De modo que el suegro de Mahoma, Abu Bakr, quien había sido elegido como primer califa, convocó a los creyentes musulmanes a la yihad para aplastar estas rebeliones. Las breves guerras que se sucedieron a partir de ese momento son conocidas como las Guerras de Apostasía o Guerras Ridda. Una reconstrucción detallada de los eventos de estas guerras, sin embargo, se ve complicada por las descripciones tendenciosas y frecuentemente contradictorias que se encuentran en las fuentes primarias. El más sangriento de estos conflictos tuvo lugar en el este de Arabia contra Musailimah, que finalmente fue derrotado y muerto en la batalla de Yamama, en la actual Arabia Saudí, en diciembre de 632.